# Глазов, Василий Иванович
Васи́лий Ива́нович Гла́зов (24 декабря 1927, село Алексеевка, Травинский район — 17 октября 1997) — председатель правления Астраханского областного Союза рыболовецких потребительских обществ.

## Биография
Родился в семье рыбака. Трудовую деятельность начал в 1941 году рыбаком колхоза «Наш путь» Травинского района Астраханской области.
- В 1950-х годах — председатель Труд-Фронтовского поселкового Совета народных депутатов.
- В 1960-х годах — секретарь партийной организации, председатель колхоза «Красная Звезда» Икрянинского района, 2-й секретарь, 1-й секретарь Икрянинского райкома КПСС.

### Во главе Астраханского облпотребсоюза
С июня 1973 года — председатель правления Астраханского областного Совета рыболовецких потребительских обществ. В советские времена Астраханский облпотребсоюз был одним из 3 облпотребсоюзов страны, которым разрешалось торговать не только в районах области, но и в областном центре.
К 1997 году в условиях конкуренции со стороны коммерческих структур финансовое положение облпотребсоюза стало нестабильным, однако он оставался собственником 11 рынков (в том числе 3 крупнейших рынков Астрахани), большого количества магазинов и предприятий пищевой промышленности.
В 1997 году арбитражными судами были приняты решения по нескольким делам с участием облпотребсоюза на суммы в несколько млрд рублей (по некоторым из них ответчики должны были выплатить облпотребсоюзу крупные суммы, по другим крупные суммы должен был выплачивать облпотребсоюз).
Глазов, которому исполнилось 70 лет, по словам людей из его окружения, собирался уходить на пенсию.
Люди, хорошо знавшие Глазова, характеризовали его как жёсткого и бескомпромиссного человека. На официальном сайте обладминистрации отмечается большой вклад Глазова в «укрепления и расширения масштабов деятельности» кооперативной организации и «возрождение в городе традиций русского меценатства» (оказание помощи детским садам, учебным заведениям, молодёжным организациям, обществам инвалидов, больницам и т. д.).

### Убийство
В апреле 1997 года к ручке двери квартиры Глазова была привязана граната, которую обнаружил пришедший утром за Глазовым шофёр; сотрудниками милиции граната была обезврежена.
17 октября около 20:00 Глазов был убит на собственной даче. После того, как он вышел на крыльцо, он был застрелен с расстояния около 6 м из пистолета с глушителем; пуля попала в висок. Версия о заказном убийстве сразу же стала основной.
Убийство Глазова стало первым громким заказным убийством в Астрахани. Впоследствии были найдены и осуждены и непосредственный исполнитель убийства, и заказчик — руководитель коммерческого банка.

## Награды и звания
- орден Ленина
- орден Октябрьской Революции
- орден Трудового Красного Знамени
- орден Дружбы народов
- орден «Знак Почёта»
- Заслуженный работник торговли Российской Федерации (1994)[3]
- Почётный гражданин города Астрахани (1994)